# Beni Chebana
Beni Chebana (în arabă بنى شبانة) este o comună din provincia Sétif, Algeria.
Populația comunei este de 13.174 de locuitori (2008).